# Bartlett (Kansas)
Bartlett una ciudad ubicada en el condado de Labette en el estado estadounidense de Kansas. En el año 2010 tenía una población de 159 habitantes y una densidad poblacional de 530  personas por km².

## Geografía
Bartlett se encuentra ubicada en las coordenadas 37°03′18″N 95°12′42″O / 37.054922, -95.211588 (37.054922, -95.211588).

## Demografía
Según la Oficina del Censo en 2000 los ingresos medios por hogar en la localidad eran de $30,625 y los ingresos medios por familia eran $36,250. Los hombres tenían unos ingresos medios de $25,750 frente a los $15,833 para las mujeres. La renta per cápita para la localidad era de $11,662. Alrededor del 15.3% de la población estaban por debajo del umbral de pobreza.